# 2019-es krikett-világbajnokság
A 2019-es krikett-világbajnokság az egynapos nemzetközi formátumú krikettmérkőzésekből álló világbajnokságok sorában a 12. alkalom volt. 2019 májusa és júliusa között tartották Anglia és Wales 10 városában. A rendezés jogát Anglia már 2006-ban elnyerte. A bajnokságot a Nemzetközi Krikett-tanács szervezte, győztese története során először a házigazda angol válogatott lett.
A résztvevő 10 csapat először egy 45 mérkőzéses csoportkört játszott, ahol mindenki mindenkivel egyszer találkozott, majd a legjobb négy helyezett bejutott az elődöntőbe. Ennek győztesei játszották a döntőt, a vesztesek a harmadik helyért nem küzdöttek meg.
A döntő (a világbajnokságok története során először) holtversennyel végződött Anglia és Új-Zéland között, így szuperjátszma döntött a győztesről. A szuperjátszmában mindkét csapat 15 pontot ütött, ezért a mérkőzés során összességében több határeseményt (4- és 6-pontos ütés) elérő Anglia lett a győztes.

## Résztvevő válogatottak

| Válogatott              | Kijutás módja                      |
| ----------------------- | ---------------------------------- |
| Anglia                  | Házigazda                          |
| Ausztrália              | Világranglista-helyezés alapján    |
| Banglades               | Világranglista-helyezés alapján    |
| Dél-afrikai Köztársaság | Világranglista-helyezés alapján    |
| India                   | Világranglista-helyezés alapján    |
| Pakisztán               | Világranglista-helyezés alapján    |
| Srí Lanka               | Világranglista-helyezés alapján    |
| Új-Zéland               | Világranglista-helyezés alapján    |
| Afganisztán             | Selejtezőn elért eredménye alapján |
| Nyugat-India            | Selejtezőn elért eredménye alapján |

## Helyszínek
| Város             | Birmingham, Anglia     | Bristol, Anglia        | Cardiff, Wales     | Chester-le-Street, Anglia | Leeds, Anglia   |
| ----------------- | ---------------------- | ---------------------- | ------------------ | ------------------------- | --------------- |
| Pálya             | Edgbaston              | Bristol County Ground  | Sophia Gardens     | Riverside Ground          | Headingley      |
| Befogadóképesség  | 25 000                 | 17 500                 | 15 643             | 20 000                    | 18 350          |
| Mérkőzések        | 5 (közte egy elődöntő) | 3                      | 4                  | 3                         | 4               |
|                   |                        |                        |                    |                           |                 |
| London, Anglia    | London, Anglia         | Manchester, Anglia     | Nottingham, Anglia | Southampton, Anglia       | Taunton, Anglia |
| Lord’s            | The Oval               | Old Trafford           | Trent Bridge       | Rose Bowl                 | County Ground   |
| 28 000            | 25 500                 | 26 000                 | 17 500             | 25 000                    | 12 500          |
| 5 (közte a döntő) | 5                      | 6 (közte egy elődöntő) | 5                  | 5                         | 3               |
|                   |                        |                        |                    |                           |                 |

## Díjazás
A világbajnok 4 millió amerikai dollárt nyert (ez negyedmillióval több, mint 4 évvel ezelőtt), a második helyezett 2 milliót. Az elődöntő két vesztese külön-külön 800 000 dollárban részesült, de aki nem jutott be az elődöntőbe, az is kapott 100 000 dollárt. A csoportkör mind a 45 mérkőzésén a győztes újabb 40 000 dollárt nyert, így a torna összdíjazása pontosan 10 millió dollár.

## A csoportkör végeredménye
| H   | Csapat                  | M | Gy | V | H | N | P  | NFA    |
| --- | ----------------------- | - | -- | - | - | - | -- | ------ |
| 1.  | India                   | 9 | 7  | 1 | 0 | 1 | 15 | 0,809  |
| 2.  | Ausztrália              | 9 | 7  | 2 | 0 | 0 | 14 | 0,868  |
| 3.  | Anglia                  | 9 | 6  | 3 | 0 | 0 | 12 | 1,152  |
| 4.  | Új-Zéland               | 9 | 5  | 3 | 0 | 1 | 11 | 0,175  |
| 5.  | Pakisztán               | 9 | 5  | 3 | 0 | 1 | 11 | -0,430 |
| 6.  | Srí Lanka               | 9 | 3  | 4 | 0 | 2 | 8  | -0,919 |
| 7.  | Dél-afrikai Köztársaság | 9 | 3  | 5 | 0 | 1 | 7  | -0,030 |
| 8.  | Banglades               | 9 | 3  | 5 | 0 | 1 | 7  | -0,410 |
| 9.  | Nyugat-India            | 9 | 2  | 6 | 0 | 1 | 5  | -0,225 |
| 10. | Afganisztán             | 9 | 0  | 9 | 0 | 0 | 0  | -1,322 |

## A mérkőzések
Az időpontok mindenhol angliai helyi idő (UTC) szerint vannak megadva.

### Csoportkör
| 2019. május 30. eredménylap |

| Anglia · 311/8 (50 játszma) | – | Dél-afrikai Köztársaság · 207 (39.5 játszma) |
|                             |   |                                              |

| 2019. május 31. eredménylap |

| Pakisztán · 105 (21.4 játszma) | – | Nyugat-India 108/3 Nyugat-India (13.4 játszma) |
|                                |   |                                                |

| 2019. június 1. eredménylap |

| Srí Lanka · 136 (29.2 játszma) | – | Új-Zéland · 137/0 (16.1 játszma) |
|                                |   |                                  |

| 2019. június 1. (ÉJ) eredménylap |

| Afganisztán · 207 (38.2 játszma) | – | Ausztrália · 209/3 (34.5 játszma) |
|                                  |   |                                   |

| 2019. június 2. eredménylap |

| Banglades · 330/6 (50 játszma) | – | Dél-afrikai Köztársaság · 309/8 (50 játszma) |
|                                |   |                                              |

| 2019. június 3. eredménylap |

| Pakisztán · 348/8 (50 játszma) | – | Anglia · 334/9 (50 játszma) |
|                                |   |                             |

| 2019. június 4. eredménylap |

| Srí Lanka · 201 (36.5 játszma) | – | Afganisztán · 152 (32.4 játszma) |
|                                |   |                                  |

| 2019. június 5. eredménylap |

| Dél-afrikai Köztársaság · 227/9 (50 játszma) | – | India · 230/4 (47.3 játszma) |
|                                              |   |                              |

| 2019. június 5. (ÉJ) eredménylap |

| Banglades · 244 (49.2 játszma) | – | Új-Zéland · 248/8 (47.1 játszma) |
|                                |   |                                  |

| 2019. június 6. eredménylap |

| Ausztrália · 288 (49 játszma) | – | Nyugat-India 273/9 (50 játszma) |
|                               |   |                                 |

| 2019. június 7. eredménylap |

| Pakisztán · | – | Srí Lanka · |
|             |   |             |

| 2019. június 8. eredménylap |

| Anglia · 386/6 (50 játszma) | – | Banglades · 280 (48.5 játszma) |
|                             |   |                                |

| 2019. június 8. (ÉJ) eredménylap |

| Afganisztán · 172 (41.1 játszma) | – | Új-Zéland · 173/3 (32.1 játszma) |
|                                  |   |                                  |

| 2019. június 9. eredménylap |

| India · 352/5 (50 játszma) | – | Ausztrália · 316 (50 játszma) |
|                            |   |                               |

| 2019. június 10. eredménylap |

| Dél-afrikai Köztársaság · 29/2 (7.3 játszma) | – | Nyugat-India |
|                                              |   |              |

| 2019. június 11. eredménylap |

| Banglades · | – | Srí Lanka · |
|             |   |             |

| 2019. június 12. eredménylap |

| Ausztrália · 307 (49 játszma) | – | Pakisztán · 266 (45.4 játszma) |
|                               |   |                                |

| 2019. június 13. eredménylap |

| India · | – | Új-Zéland · |
|         |   |             |

| 2019. június 14. eredménylap |

| Nyugat-India 212 (44.4 játszma) | – | Anglia · 213/2 (33.1 játszma) |
|                                 |   |                               |

| 2019. június 15. eredménylap |

| Ausztrália · 334/7 (50 játszma) | – | Srí Lanka · 247 (45.5 játszma) |
|                                 |   |                                |

| 2019. június 15. (ÉJ) eredménylap |

| Afganisztán · 125 (34.1 játszma) | – | Dél-afrikai Köztársaság · 131/1 (28.4 játszma) |
|                                  |   |                                                |

| 2019. június 16. eredménylap |

| India · 336/5 (50 játszma) | – | Pakisztán · 212/6 (40 játszma) |
|                            |   |                                |

| 2019. június 17. eredménylap |

| Nyugat-India 321/8 (50 játszma) | – | Banglades · 322/3 (41.3 játszma) |
|                                 |   |                                  |

| 2019. június 18. eredménylap |

| Anglia · 397/6 (50 játszma) | – | Afganisztán · 247/8 (50 játszma) |
|                             |   |                                  |

| 2019. június 19. eredménylap |

| Dél-afrikai Köztársaság · 241/6 (49 játszma) | – | Új-Zéland · 245/6 (48.3 játszma) |
|                                              |   |                                  |

| 2019. június 20. eredménylap |

| Ausztrália · 381/5 (50 játszma) | – | Banglades · 333/8 (50 játszma) |
|                                 |   |                                |

| 2019. június 21. eredménylap |

| Srí Lanka · 232/9 (50 játszma) | – | Anglia · 212 (47 játszma) |
|                                |   |                           |

| 2019. június 22. eredménylap |

| India · 224/8 (50 játszma) | – | Afganisztán · 213 (49.5 játszma) |
|                            |   |                                  |

| 2019. június 22. (ÉJ) eredménylap |

| Új-Zéland · 291/8 (50 játszma) | – | Nyugat-India 286 (49 játszma) |
|                                |   |                               |

| 2019. június 23. eredménylap |

| Pakisztán · 308/7 (50 játszma) | – | Dél-afrikai Köztársaság · 259/9 (50 játszma) |
|                                |   |                                              |

| 2019. június 24. eredménylap |

| Banglades · 262/7 (50 játszma) | – | Afganisztán · 200 (47 játszma) |
|                                |   |                                |

| 2019. június 25. eredménylap |

| Ausztrália · 285/7 (50 játszma) | – | Anglia · 221 (44.4 játszma) |
|                                 |   |                             |

| 2019. június 26. eredménylap |

| Új-Zéland · 237/6 (50 játszma) | – | Pakisztán · 241/4 (49.1 játszma) |
|                                |   |                                  |

| 2019. június 27. eredménylap |

| India · 268/7 (50 játszma) | – | Nyugat-India 143 (34.2 játszma) |
|                            |   |                                 |

| 2019. június 28. eredménylap |

| Srí Lanka · 203 (49.3 játszma) | – | Dél-afrikai Köztársaság · 206/1 (37.2 játszma) |
|                                |   |                                                |

| 2019. június 29. eredménylap |

| Afganisztán · 227/9 (50 játszma) | – | Pakisztán · 230/7 (49.4 játszma) |
|                                  |   |                                  |

| 2019. június 29. (ÉJ) eredménylap |

| Ausztrália · 243/9 (50 játszma) | – | Új-Zéland · 157 (43.4 játszma) |
|                                 |   |                                |

| 2019. június 30. eredménylap |

| Anglia · 337/7 (50 játszma) | – | India · 306/5 (50 játszma) |
|                             |   |                            |

| 2019. július 1. eredménylap |

| Srí Lanka · 338/6 (50 játszma) | – | Nyugat-India 315/9 (50 játszma) |
|                                |   |                                 |

| 2019. július 2. eredménylap |

| India · 314/9 (50 játszma) | – | Banglades · 286 (48 játszma) |
|                            |   |                              |

| 2019. július 3. eredménylap |

| Anglia · 305/8 (50 játszma) | – | Új-Zéland · 186 (45 játszma) |
|                             |   |                              |

| 2019. július 4. eredménylap |

| Nyugat-India 311/6 (50 játszma) | – | Afganisztán · 288 (50 játszma) |
|                                 |   |                                |

| 2019. július 5. eredménylap |

| Pakisztán · 315/9 (50 játszma) | – | Banglades · 221 (41.1 játszma) |
|                                |   |                                |

| 2019. július 6. eredménylap |

| Srí Lanka · 264/7 (50 játszma) | – | India · 265/3 (43.3 játszma) |
|                                |   |                              |

| 2019. július 6. (ÉJ) eredménylap |

| Dél-afrikai Köztársaság · 325/6 (50 játszma) | – | Ausztrália · 315 (49.5 játszma) |
|                                              |   |                                 |

### Egyenes kieséses szakasz

#### Elődöntők
| 2019. július 9–10. eredménylap |

| Új-Zéland · 239/8 (50 játszma) | – | India · 221 (49.3 játszma) |
|                                |   |                            |

| 2019. július 11. eredménylap |

| Ausztrália · 223 (49 játszma) | – | Anglia · 226/2 (32.1 játszma) |
|                               |   |                               |

#### Döntő
| 2019. július 14. eredménylap |

| Új-Zéland · 241/8 (50 játszma) + 15/1 (szuperjátszma) | – | Anglia · 241 (50 játszma) + 15/0 (szuperjátszma) |
|                                                       |   |                                                  |

#### Ágrajz
|  |                                     |            |                      |                           |                                         |                  |           |                                           |
|  | Elődöntők                           | Elődöntők  | Elődöntők            |                           |                                         | Döntő            | Döntő     | Döntő                                     |
|  | Elődöntők                           | Elődöntők  | Elődöntők            |                           |                                         | Döntő            | Döntő     | Döntő                                     |
|  | július 9., Old Trafford, Manchester |            |                      |                           |                                         |                  |           |                                           |
|  |                                     |            |                      |                           |                                         |                  |           |                                           |
|  | Új-Zéland                           | Új-Zéland  | 239/8 (50 játszma)   |                           |                                         |                  |           |                                           |
|  | Új-Zéland                           | Új-Zéland  | 239/8 (50 játszma)   | július 14., Lords, London |                                         |                  |           |                                           |
|  | India                               | India      | 221 (49.3 játszma)   |                           |                                         |                  |           |                                           |
|  | India                               | India      | 221 (49.3 játszma)   |                           |                                         | Új-Zéland        | Új-Zéland | 241/8 (50 játszma) + 15/1 (szuperjátszma) |
|  | július 11., Edgbaston, Birmingham   |            |                      |                           |                                         | Új-Zéland        | Új-Zéland | 241/8 (50 játszma) + 15/1 (szuperjátszma) |
|  |                                     |            | Anglia               | Anglia                    | 241 (50 játszma) + 15/0 (szuperjátszma) |                  |           |                                           |
|  | Ausztrália                          | Ausztrália | Anglia               | Anglia                    | 241 (50 játszma) + 15/0 (szuperjátszma) | 223 (49 játszma) |           |                                           |
|  | Ausztrália                          | Ausztrália |                      |                           |                                         |                  |           |                                           |
|  | Anglia                              | Anglia     | 226/2 (32.1 játszma) |                           |                                         |                  |           |                                           |
|  | Anglia                              | Anglia     | 226/2 (32.1 játszma) |                           |                                         |                  |           |                                           |
|  |                                     |            |                      |                           |                                         |                  |           |                                           |

## Statisztikák
Lejátszott mérkőzések száma: 48

### Ütés
| Adat                                  | Eredmény                                     |
| ------------------------------------- | -------------------------------------------- |
| Legtöbb futás egy mérkőzésen          | David Warner (166)                           |
| Legtöbb futás összesen                | Rohit Sarmá (648)                            |
| Legjobb ütési átlag                   | Sákib al Haszan (86,57)                      |
| Legtöbb 50-es                         | Sákib al Haszan, Virát Kohlí, Ben Stokes (5) |
| Leggyorsabb 50-es                     | Alex Carey (25 dobásból)                     |
| Legtöbb 100-as                        | Rohit Sarmá (5)                              |
| Leggyorsabb 100-as                    | Eoin Morgan (57 dobásból)                    |
| Legjobb ütési arány                   | Glenn Maxwell (150,00)                       |
| Legtöbb 4-pontos ütés                 | Rohit Sarmá, Jonny Bairstow (67)             |
| Legtöbb 6-pontos ütés                 | Eoin Morgan (22)                             |
| 6-pontos ütések száma                 | 359                                          |
| Legmagasabb pontszám egy játékrészben | Anglia (397/6)                               |
| Legtöbb futás egy mérkőzésen          | Ausztrália – Banglades (714)                 |

### Dobás
| Adat                       | Eredmény              |
| -------------------------- | --------------------- |
| Legtöbb kapu összesen      | Mitchell Starc (27)   |
| Legjobb dobási átlag       | Angelo Mathews (6,00) |
| Legjobb gazdálkodási arány | Angelo Mathews (3,00) |
| Legtöbb szűz játszma       | Dzsaszprít Bumráh (9) |
| Legtöbb nullás             | Jofra Archer (372)    |
| Összes kapuvesztés         | 675                   |

### Egyéb
| Adat                         | Eredmény                              |
| ---------------------------- | ------------------------------------- |
| Legnagyobb győzelem futásban | Anglia (150 futás, Afganisztán ellen) |
| Legnagyobb győzelem kapuban  | Új-Zéland (10 kapu, Srí Lanka ellen)  |